# Ardito Desio
Grof Ardito Desio, italijanski raziskovalec, alpinist, geolog in kartograf, * 18. april 1897, Palmanova, Furlanija, Italija, † 12. december 2001, Rim, Italija.
Med letoma 1926 in 1940 je opravil več geoloških raziskav Libije, pri čemer je kot eden prvih odkril tu nafto.
Kot alpinist je sodeloval v več odpravah na K2 in Mount Everest.